# Driss Sans-Arcidet
Driss Sans-Arcidet (conocido como Musée Khômbol), es un escultor y artista plástico francés , nacido el año 1960 en Toulouse y residente en Caen.

## Vida y obras
En 2009, Sans-Arcidet creó la escultura Hierros (Fers, en francés), una escultura dedicada al general Dumas (1762-1806), que nació esclavo en Haití. Este es un trabajo en forma de cadena rota gigante, instalado en la plaza del General Catroux (en fr:) en el 17 Distrito de París. Ésta es un encargo del ayuntamiento de la ciudad de París, generada a partir de la instigación del escritor Claude Ribbe para reemplazar a la estatua de Alfonso de Perrin de Moncel construida en 1912-1913 y destruida bajo la ocupación . Esta escultura forma un triángulo con los monumentos de Gustave Doré (1883) y René de Saint-Marceaux (1906) dedicados a los escritores Alexandre Dumas y Alexandre Dumas hijo. La inauguración, organizada por la Asociación de Amigos del general Dumas , bajo el patrocinio de la Unesco , se celebró el 4 de abril de 2009 y a ella asistió el alcalde de París Bertrand Delanoë. Barack Obama , que estaba en Francia celebrando el día del 60 aniversario de la OTAN , fue invitado simbólicamente a la inauguración.